# KITT
KITT, vagyis a Knight Industries Two Thousand  (Knight Iparművek Kétezres, röviden K.I.T.T.) a Knight Rider sorozat egyik főszereplője. A történet szerint Kitt egy emberhez hasonló gondolkodásra képes mesterséges intelligencia, melyet egy különleges autóba építettek. A magyar szinkronját Versényi László adja, az eredeti Kitt-hang William Daniels volt.
(Vitatott Kitt nevének helyesírása. Egyes forrásokban "Kitt", másokban "KITT", illetve "K.I.T.T." szerepel. Az eredeti forgatókönyvekben a "Kitt" írásmódot használták a szöveges részekben a "hangra" vonatkozóan, azonban "K.I.T.T."-ként hivatkoztak magára az autóra.)

## A kezdetek
Megjegyzés: Az itt feltüntetett adatok Glen A. Larson "Trust Doesn't Rust" című könyvén, interjúkban elhangzott információkon és a sorozatokban elhangzottakon alapulnak.
Wilton Knight eredeti autója a Trans Am 2000 volt, melybe egy mesterséges intelligenciájú számítógépet, a Knight Automata Robogó Robotot építettek be. Mikor azonban Karr veszélyesnek bizonyult az emberi életre, Knight deaktiválta Karrt. Wilton ezután egy biztonságosabb változat kidolgozásába kezdett. Ez a biztonságosabb változat lett Kitt, valamint a neki testet adó 
a Knight Kétezres jármű.

## Kitt kifejlesztése
Kitt kifejlesztése csak közvetetten kötődik a Knight Iparművekhez. Több magánvállalat és 
egyetem vett részt technológiájának kifejlesztésében, illetve neves tudósok adták nevüket a 
tervezethez. Áramköreinek egy részét a Stanford Egyetem Műszaki Karán tervezték meg.
Kitt technológiájának legnevesebb kifejlesztői Dr Van Voorman, Dr Yamata, dr. Breeland (lásd 
harmadik évad, Veszélyes hulladék c. epizód), Marco Berio, dr. William Albert (lásd negyedik 
évad, Kitt, a gyilkos c. epizód), valamint dr. Ian Browning (lásd negyedik évad, Mágikus trükkök c. epizód).
KITT a Knight Iparművek második autója és Wilton fő irányelve ezúttal az emberi élet védelme volt, így Kitt minden körülmények között megvédi vezetőjét; illetve senkit sem sebesíthet meg halálosan, kivéve, ha átprogramozzák.

## A Knight 2000 autó
A Knight Kétezres egy módosított 1982-es Pontiac Trans Am. A leginkább szembetűnő külső változtatás a meghosszabbított orr, mely helyet ad Kitt központi érzékelőjének.
Karosszériája az úgynevezett Molekuláris Kötésű Héj (Molecular Bonded Shell). Ez egy három rétegű, spirális szerkezetű molekulákból álló anyag, mely molekuláris szinten ötvözi magát az adott alapanyaggal. Devon szerint "Nem fém és nem is üvegszál". Az anyag pontos szerkezete ismeretlen, három fő összetevőjét a Jogért és Igazságért Alapítvány három vezetője ismeri csak, fejenként egyet-egyet. Az egyik ilyen személy Devon Miles, egy másik Svájcban él.
A Molekuláris Kötésű Héj mellett az autó külső burkolatát piroklasztikus laminációval látták el, mely extrém hőmérsékletek mellett is biztonságossá teszi az utasteret. A különleges borítás segítségével Kitt szinte sérthetetlen, noha védtelen a thermo-lézer ellen (lásd harmadik évad, A fekete Kristály című epizód), valamint egy nála nagyobb tömegű, ugyanazon védelemmel ellátott tárgy ellen (lásd második évad, Góliát című epizód). Az anyagot meggyengítheti továbbá a hosszú ideig tartó sós víz hatása (lást harmadik évad, Karr visszatér című epizód).
A negyedik évad elején Kitt komoly fejlesztésen ment át, mikor megbontották molekuláris páncélzatát és a helyzeti előnyt pótolandó, felszerelték a szupergyors SPM-Fokozattal (Super Pursuit Mode – Szuper Üldöző Mód). Ez az üzemmód lehetővé tette, hogy Kitt még tovább gyorsuljon, s a stabilitást növelendő, légterelő elemek csúsztak ki a karosszériából. Az SPM-fokozat megállítására a VFR (Vészfék Rendszer – Emergency Braking System) szolgált, mely a levegő súrlódását használta ki úgy, hogy Kitt tetejéről, valamint a hátsó kerék fölötti részről, így összesen három nagyobb elem hajtódott ki a karosszériából. A fejlesztésekhez tartozott még a C-Mód, amely kabrióvá alakította a Trans Amet.
Kitt elsődleges programja az emberi élet védelme. Kitt memóriakapacitása 5000 megabájt, melynek elérési ideje 1 nanomásodperc (megegyezik az 1 GHz-es órajellel). A turbina-hajtómű bármilyen finomított kőolajszármazékot képes hasznosítani, emellett hidrogént is. Végsebessége SPM-fokozatban valahol 300 mérföld/óra (kb.: 482 km/h) fölött van. Az autó gumiköpenyeiben levegő helyett nagy nyomású, levegőre száradó hab található. Ha a gumiköpeny kiszakad, ez a hab kitölti a rést, így az autó képes fenntartani a megfelelő cirkálósebességet, míg eléri a karbantartókat.
Az autó belső műszerfalát a kormány körül úgy alakították ki, hogy a legkellemesebb vezetési élményt nyújtsa a sofőrnek. A műszerfal nem csak egy átlagos autó információit jelzi ki, hanem az egészen speciálisokat is. Kitt képes magát vezetni az autó lámpája alatt elhelyezett két kamera segítségével és az autó elején látható piros scannerrel, ami elküldi az információkat a számítógépnek, majd azt kivetíti a műszerfalon található két monitorra a sofőrnek.

### Kitt mint szereplő
Kitt és Michael Knight barátsága nem indult túlságosan jól. Michael eleinte képtelen volt megérteni Kitt világnézetét, ahogyan Kitt sem értette Michaelt és az embereket úgy általában.
Eleinte gyakran nem értette az érzéseket, a humort és a vallást. Mindezt azzal magyarázta, hogy nincsenek érzései. Megvolt azonban a lehetősége a fejlődésre, és ez hamar meg is mutatkozott. Kitt megmutatta, hogy képes megérteni az élet értelmét (Élethalálharc), hogy képes a félelem (Veszélyes hulladék) és a hiúság (Az ál-Devon) érzésére, valamint arra, hogy kételkedjen önnön értékeiben (Felvásárlás). Kibontakozó személyisége egy reneszánsz emberré tette a mesterséges intelligenciát (legalábbis így nyilatkozott róla William Daniels).

## Üzemmódok
Kitt három fő üzemmóddal rendelkezik:
- Normál Üzemmód: Kittet ilyenkor a pilóta vezeti.
- Automata Üzemmód: Amikor Kitt számítógépe vezet. Kitt bármikor átkapcsolhat Automata Üzemmódba, kivéve, ha felülbírálják a parancsot, vagy Kézi vezérlésre (nem Normál üzemmód, hanem Manual Override) kapcsolják.
- Üldöző Üzemmód: Kitt ebben az üzemmódban éri el maximális sebességét. Ennek kiegészítése az SPM-fokozat (Super Pursuit Mode).

## Kitt funkciói
Kittet számos érzékelő-, védekező-, és támadó funkcióval látták el. Ezek aktiválhatóak hangvezérléssel, illetve a műszerfalon, a felső és az alsó konzolokon elhelyezkedő kapcsolókkal.
Megjegyzés: A funkciók többsége használatba került a sorozat négy évada folyamán, legalább egyszer. A legtöbbnek a fordítók adtak magyar nevet, a többi fordítása tetszőleges, a magyar fordítási stílust figyelembe véve.
- Lézer célzás (Aim Laser): Manuálisan állítja célra Kitt lézerét, ha a számítógép magától nem képes a funkció véghezvitelére.
- Vákuum (Air vac/Auto vac): Kiszivattyúzza Kitt utasteréből a levegőt, például olyan esetekben, ha azt füst árasztja el.
- Anamorfikus analizátor (Anamorphic Analyzer): Kitt ezzel állapítja meg, hogy az elemzett tárgyon mi okozott sérülést.
- Anharmonikus szintetizátor (Anharmonic synthesiser): Kitt hangokat imitál ezzel az eszközzel.
- Lézer lövés (Arm Laser): Manuálisan aktiválja Kitt lézerét, ha a funkciót a számítógép nem tudja végrehajtani.
- Kijelölés (Assign): Feltételezhetően célpont kiválasztására, hasonlóan a Lézer célzás funkcióhoz.
- Audio/Video visszajátszás (Aud/Vid Playback): Visszajátssza az előzetesen felvett kép- és hanganyagot.
- Audio/Video felvétel (Aud/Vid Record): Kép és hang felvételére alkalmas.
- Audio/Video továbbítás (Aud/Vid Transmit): Kitt ezzel a funkcióval külső hangszórókra csatlakozhat.
- Önelszámolású automata pénztárgép (Auto currency dispenser): Kitt beépített bankautomatája.
- Automata ajtó (Auto door): automatikusan, emberi közbeavatkozás nélkül nyitja ki vagy csukja be Kitt ajtajait.
- Belső telefon (Auto phone): Kitt beépített hangátviteli mechanizmusa.
- Automata ablak (Auto window): elektromos ablakemelő.
- Bal katapulttető (Auto Roof left): Felnyitja Kitt bal targatetejét.
- Jobb katapulttető (Auto Roof right): Felnyitja kitt jobb targatetejét.
- Vérelemző (Blood Analyzer): Ezzel az eszközzel megállapítható egy ember vérnyomása, illetve hogy vannak-e mérgező anyagok a vérében.
- Kilövés 2 (Boost 2): Feltehetően a Turbóhajtás erősebb változata.
- Reflektor (Brite): Aktiválja Kitt nagyerejű reflektorait.
- C-Mód (C-Mode): Kittet nyitott tetejú cabrio autóvá alakítja.
- Megszakítás (Cancel): Katapultálás megszakítása.
- Vegyi elemző (Chemical Analyzer): Kitt ezzel megállapíthatja az anyagminták összetételét.
- Szén-dioxid (CO2): A Kitt orrából előtörő szén-dioxid-felhő tűzoltásra alkalmas.
- Átfogó összetétel elemzés (Comprehensive Configuration Analyzer): Kitt ezzel kutatja fel ellenfele gyenge pontjait.
- Bal katapult (Eject left): a vezetőülésben ülő személyt katapultálja.
- Jobb katapult (Eject Right): az anyósülésben lévő személyt katapultálja.
- Elektromágneses Mező Generátor (Electromagnetic Field Generator): Elektromos áramkörök kiégetésére.
- Vészfékrendszer (Emergency Braking System): SPM-fokozat mellett használatos teljes megálláshoz.
- Kitérés (Evade): Kifaroltatja Kittet.
- Lángszóró (Flame Thrower/): Kitt egy napalm-alapú égő csóvát lövell ki a tatjából.
- Földtani elemző (Geological Analyzer): Kitt terepfelmérést végez ezzel az eszközzel.
- Diktált rajzolás (Graphic Translator): Az elmondott tulajdonságok alapján Kitt megrajzol például egy fantomképet.
- Földi-légi megfigyelés (Ground-Air Surveillance): Kitt ezzel figyeli meg a környezetét.
- Csáklya (Grappling Hook): Kitt egy kampót lő ki, általában vontatásra.
- Nagy szórású fényvisszaverő (High Tensile Reflector): Egy réteg Kitt ablaküvegén, amely képes visszaverni a lézersugarat.
- Terep-teleszkópok (High Traction Drop-Downs): Megemeli Kittet, hogy könnyebben felkapaszkodjon meredek terepen.
- Hívójel (Homing Signal): Egy automatikusan küldött jel, melyet követve bárhol meg lehet találni Kittet (kivéve ha a jelet leárnyékolják).
- Hidraulikus emelő (Hydraulic Lift): Megemeli Kittet.
- Radarkép (Radar Image): Háromdimenziós/vázháló képet generál.
- Infrasugár (Infra Ray): Infravörös technológiát felhasználva olyan anyagokon is áthatol, melyeken a hagyományos röntgensugár nem.
- Infravörös (Infrared): Kitt ezzel érzékel infravörös hőnyomokat.
- Lézer (Laser): Kitt egyetlen igazi támadófegyvere, egy lézersugárágyú.
- Ál-rendszámtábla (Lic/Lic Plate): Elterelő funkció, Kitt rendszámtáblája megfordul és így a "KNIGHT" felirat helyett egy "KNI 667" feliratú rendszámtáblát mutat.
- Kézi vezérlés (Manual Override): Letiltja az eszközökhöz való hozzáférést a számítógép részéről.
- Fémelemző (Metal Scan): Kifejezetten fémötvözetek elemzésére használatos érzékelő.
- Mikrohullámú zavaró (Micro Jam): Elektromos áramkörök hatástalanítására használatos.
- Mikrozár (Microlock): Mechanikus zárak kinyitására, illetve lezárására használatos.
- Rakéta (Missile/Rocket Fire): Kitt képes egy kis rakétabombát kilőni a lökhárítója alól.
- Olajvető (Oil/Oil Slick/Oil Jets): Kitt olajat fecskendez az útra, ezáltal kisiklatva az őt üldözőket.
- Aromaszenzor (Olfactory Scan): Kitt különböző illatokat és szagokat azonosít ezzel.
- Lézerfékes biztonsági öv: Kitt utasait egyfajta energiamező tartja a helyükön, ellentétben a hagyományos biztonsági övvel.
- Telefonlehallgatás (Phone Tap/Telephone Monitor): Kitt ezzel hallgat le telefonhívásokat.
- Oxigén (Oxygen/Interior Oxygenator): A tetőkonzolból felpattanó kis panel, melynek szelepeiből tiszta oxigén áramlik az utastérbe.
- Ejtőernyő (Parachute): Zuhanásnál használatos.
- Polifonikus szintetizátor (Polyphonic Synthesiser): Kitt hangszerek hangját utánozza ezzel az eszközzel.
- Nyomtató (Computer Printout/Printer): Kitt műszerfalát felszerelték egy mátrix nyomtatóval.
- Védelmi üzemmód (Protect): Automatikusan felhúzza az ablakokat és aktiválja a Lézerfékes biztonsági övet.
- Radar (Radar): Kitt egyik alapszintű érzékelője.
- Skála (Range): Beállítja az érzékelő távolságot.
- Gyors rázás (Rapid Cycle): Ha törmelék zuhan kittre, ezzel lerázhatja magáról.
- Felvétel (Record): Csak hanganyag felvételére.
- Rakétahajtás (Rocket Boost): A Turbóhajtás egy változata.
- Hátra-Turbóhajtás (Reverse Turbo Boost): Hátrafelé lövi ki Kittet.
- Önelemző teszt (Self Diagnostical Analyzer): Kitt rendszereinek automata elemzése, hibák megállapítására.
- Csendes üzemmód (Silent Mode): Letompítja a Kitt hajtóművéből eredő zajt.
- Símód (Ski Mode): Kittet két oldalsó kerekére állítja.
- Füstfüggöny (Smoke Release): Kitt kipufogójából sűrű füstöt ereszt ki, hogy megtévessze támadóit.
- Hangképző Modul (Speech Synthesis Module): Kitt hangképző áramkörének ki- és bekapcsolására.
- Fagyasztás (Sub Zero): Gyorsan lehűti Kitt utasterét.
- Szupergyors/SPM-fokozat (Super Pursuit Mode): Kitt testéből légterelők nyílnak ki és az autó végsebessége 40%-kal megnő.
- Figyelő/Őrködő üzemmód (Surveillance Mode): Aktiválja Kitt összes érzékelőjét.
- Rendszer (System): Kitt belső védelmi mechanizmusa, elektromos árammal rázza meg azt, aki illetéktelenül módosítani akar a hardware-én.
- Könnygáz (Tear Gas): Kitt képes könnygázt kilőni ellenfelei elvakítására.
- Termodinamikus Generátor (Thermo Dynamic System/Thermo Dynamic Generator): Kitt képes hőt gerjeszteni, mellyel még az acélt is képes megolvasztani.
- Harmadfokú Aqua-Szintetizátor (Third Stage Aquatic Synthesiser): Kitt ennek segítségével siklani tud a vizen.
- Sötétített ablakok (Tinted Windows): Polarizálja Kitt szélvédőit és oldalablakait, hogy kívülről ne legyenek átlátszóak.
- Érzékelő befogás (Tracking Scope): Ráállítja Kitt érzékelőit egy meghatározott célpontra.
- Terep tüskék (Traction Spikes): Kitt kerekeiből tüskék pattannak ki, hogy meg tudjon kapaszkodni meredek terepen.
- Forgalomirányítás (Traffic Control System): Kitt képes ezzel befolyásolni a közlekedési lámpák működését.
- Kilövési beállítások (Trajectory Guidance): Ezzel lehet beállítani a Turbóhajtás szögét.
- Csomagtető (Trunk Lid): Automatikusan felnyitja Kitt csomagtartó-tetejét.
- Turbóhajtás/Turbó üzemmód (Turbo Boost): Kittet a levegőbe emeli, hogy így kerüljön ki akadályokat.
- Ultraszonikus frekvencia (Ultrasonic Frequency): Rádióadások zavarására.
- Hangelemzés (Voice Analysis): Kitt képes kikövetkeztetni a beszélő érzelmi állapotát, valamint hazugságvizsgálatot végezni ezzel az eszközzel.
- Hangszóró (Voice Projection): Kitt kihangosíthatja a maga vagy a pilótája hangját.
- Elektromosságtermelő Program (Voltage Output): Kitt elektromos áramot vezet más testekbe ezzel az eszközzel.
- Csörlő (Winch): Visszahúzza a Csáklyát.
- Röntgensugár (X-Ray): Kitt egyik alapszintű érzékelője.
- Közelítés (Zoom-In): Kitt kamerái ráközelítenek a céltárgyra.
- Szigony (Harpoon): Kitt egy szigonyt lő ki gépjárművek elfogására.

### Egyéb felszerelések
- Kommunikátor: Ha pilótája távol van tőle, Kitt elérheti őt annak a karórába rejtett kommunikációs-távérzékelős eszköze segítségével.
- A kamion: A Knight Ipari Művek kamionja az Alapítvány mobil bázisa. Ebben tárolják Kitt pótalkatrészeit és háttérrendszerét, így akár nagyjavítások véghezvitelére is felhasználható. Kitt akár menet közben is fel vagy le tud hajtani róla, legtöbbször így is tesz.